# Egzoneracja
Egzoneracja (okoliczności egzoneracyjne) – stany faktyczne oraz prawne, na które może powołać się zobowiązany do naprawienia szkody w celu zwolnienia się od odpowiedzialności na zasadzie ryzyka. Są nimi:
- siła wyższa (łac. vis maior);
- nastąpienie szkody wyłącznie z winy poszkodowanego;
- nastąpienie szkody wyłącznie z winy osoby trzeciej, za którą dłużnik nie ponosi odpowiedzialności;
- brak winy osoby, której zwierzchnik powierzył wykonanie czynności (art. 430 k.c.)[1].

Wystarczające do zwolnienia się z odpowiedzialności jest wykazanie przynajmniej jednej z ww. okoliczności.
Ciężar dowodu tych okoliczności spoczywa na osobie chcącej uwolnić się od odpowiedzialności na zasadzie ryzyka, co stanowi umocnienie pozycji poszkodowanego.